# ألكسيس أوسا
ألكسيس أوسا (بالإسبانية: Alexis Ossa) هو لاعب كرة قدم كولومبي، ولد في 6 أغسطس 1989 في La Estrella, Antioquia ‏ في كولومبيا. لعب مع إنديبندينتي ميديلين.

## وصلات خارجية
- ألكسيس أوسا على موقع قاعدة بيانات كرة القدم.إي يو (الإنجليزية)
- ألكسيس أوسا على موقع Soccerway.com (الإنجليزية)
- ألكسيس أوسا على موقع AS.com (الإسبانية)